# 敷根崇裕
敷根崇裕（日语：／ Shikine Takahiro，1997年12月7日—）生于大分市，是一名日本男子击剑运动员，主攻花剑。他的父亲曾从事击剑运动，他也在童年时受父亲的影响和哥哥一起开始练习击剑。中学一年级时，他因为父亲工作方面的原因而随家人一同移居至东京。2016年高中毕业后，他进入法政大学法学部就读。大学毕业后，他进入NEXUS击剑俱乐部。2024年巴黎奧運與松山恭助、飯村一輝和永野雄大一同在男子團體鈍劍項目擊敗義大利取得金牌。